# Kanton Toulouse-11
Toulouse-11 is een kanton van het Franse departement Haute-Garonne. Het kanton maakt deel uit van het arrondissement Toulouse.
Het kanton omvatte tot 2014 uitsluitend een deel van de gemeente Toulouse, namelijk de wijken:
- Bagatelle
- Croix de Pierre
- La Faourette
- Lafourguette
- Papus
- Tabar
- Bordelongue

Na de herindeling van de kantons door het decreet van 13 februari 2014, met uitwerking op 22 maart 2015, omvat het kanton: 
- de gemeente Ramonville-Saint-Agne
- een zuidwestelijk deel van de gemeente Toulouse.